# Dziesięć ważnych słów
Dziesięć ważnych słów – album Marka Grechuty wydany w 1994 roku.

## Utwory
1. Ojczyzna – 3:09
2. Wolność – 3:36
3. Władza – 2:07
4. Prawo – 2:44
5. Praca – 2:38
6. Wiedza – 2:09
7. Solidarność – 3:08
8. Natura – 3:14
9. Sztuka – 4:32
10. Miłość – 3:49

## Wersja rozszerzona z 2001 roku
W antologii Świecie nasz oryginalna płyta została wzbogacona o 10 dodatkowych utworów.
1. Krajobraz z wilgą i ludzie
2. Gdzieś w nas
3. Gdziekolwiek
4. Może usłyszysz wołanie o pomoc
5. Droga za widnokres
6. Jeszcze pożyjemy
7. Wędrówka
8. Pewność
9. Kantata
10. Całe życie przed tobą

## Kompozytorzy
- Marek Grechuta (utwory 1-10)